# Градоначальники Калининграда
Это список градоначальников города Кёнигсберга — Калининграда за всю его более чем 750-летнюю историю.
До 1724 года существовало три разных города: Кнайпхоф, Лёбенихт и Альтштадт со своими бургомистрами и городскими советами. После объединения этих городов введена должность бургомистра Кенигсберга (а затем и обер-бургомистра).
С 1724 по 1809 год глава города носил титул «Диригированный (руководящий) бургомистр трёх объединённых городов».
Обер-бургомистр Кенигсберга назначался королём, кайзером (с 1919 года — министерством) по предложению Магистрата Кёнигсберга сроком на 12 лет. Магистрат, в свою очередь, выбирался Кёнигсбергским Городским собранием уполномоченных в 2 тура сроком на 6 лет. Городское собрание уполномоченных избирались горожанами также в 2 тура сроком на 6 лет. Обер-бургомистр являлся одновременно председателем Магистрата.
С апреля 1945 года город управлялся военными властями через районные комендатуры. С 4 июля 1946 года город стал именоваться Калининградом. С 1947 года проводились выборы депутатов городского Совета, который избирал исполнительный комитет (исполком) и председателя городского исполкома. С 1996 года выборы градоначальника Калининграда (мэра города) стали проводиться прямым голосованием горожан.

## Бургомистры Кёнигсберга (с 1724 по 1758)
| Фамилия, Имя Отчество       | Годы жизни                     | Должность       | Период руководства                        |
| --------------------------- | ------------------------------ | --------------- | ----------------------------------------- |
| Хессе, Захариас             | 6 сентября 1670 — 21 июля 1730 | Бургомистр      | 28 августа 1724—1726; 1729 — 21 июля 1730 |
| Хессе, Захариас             | 6 сентября 1670 — 21 июля 1730 | Обер-бургомистр | 1726—1729                                 |
| Фоккеродт, Иоанн            | 4 марта 1693 — 29 февраля 1756 | Бургомистр      | 30 октября 1730—1739                      |
| Мюлленхайм, Эрнст фон       | умер в 1740                    | Бургомистр      | 28 сентября 1739 — 11 августа 1740        |
| Шрёдер, Иоанн               | 1681—1745(46)                  | Бургомистр      | 16 декабря 1740 — 21 декабря 1745         |
| Кизеветтер, Иоанн Генрих    | умер в 1751                    | Бургомистр      | 1746 — 3 ноября 1751                      |
| Гиндерзинн, Даниель Фридрих | умер в 1780                    | Бургомистр      | 12 января 1752 — январь 1758              |

## Русские коменданты города во время Семилетней войны (с 1758 по 1762)
| Фамилия, Имя Отчество      | Годы жизни      | Должность      | Период руководства         |
| -------------------------- | --------------- | -------------- | -------------------------- |
| Резанов, Гавриил Андреевич | ? — ?           | обер-комендант | январь 1758 — лето 1758    |
| Трейден, Иван фон          | ? — ?           | обер-комендант | лето 1758 — 28 января 1759 |
| Гельвиг, Иван фон          | ? — 16 мая 1761 | обер-комендант | конец 1758 — 16 мая 1761   |
| Рейнсдорп, Иван Андреевич  | 1730—1782       | обер-комендант | май 1761 — август 1762     |

## Бургомистры Кёнигсберга (с 1762 по 1945)
| Фамилия, Имя Отчество         | Годы жизни                         | Должность              | Период руководства               |
| ----------------------------- | ---------------------------------- | ---------------------- | -------------------------------- |
| Гиндерзинн, Даниель Фридрих   | умер в 1780                        | Бургомистр             | август 1762 — 28 ноября 1780     |
| Гиппель, Теодор Готтлиб фон   | 31 января 1741 — 23 апреля 1796    | Бургомистр             | 17 декабря 1780 — 23 апреля 1796 |
| Жерве, Бернхард Конрад Людвиг | 1760—1829                          | Штадт-президент        | 17 декабря 1780 — 23 апреля 1796 |
| Деен, Мартин Готтлиб          | 7 марта 1769 — 13 марта 1842       | Обер-бургомистр        | 10 марта 1808 — 31 марта 1810    |
| Хайдеманн, Август Вильгельм   | 30 июля 1773 — 15 ноября 1813      | Обер-бургомистр        | 1 июня 1810 — 15 ноября 1813     |
| Хорн, Карл Фридрих            | 14 марта 1779 — 16 апреля 1831     | Обер-бургомистр        | 23 марта 1814 — 23 марта 1826    |
| Лист, Иоанн Фридрих           | 8 марта ???? — 25 октября 1868     | Обер-бургомистр        | 23 июня 1826 — 23 июня 1838      |
| Ауэрсвальд, Рудольф фон       | 1 сентября 1795 — 15 января 1866   | Обер-бургомистр        | 5 октября 1838 — 2 июня 1842     |
| Кра, Август Фридрих           | умер в 1848                        | Обер-бургомистр        | 7 марта 1843 — 9 октября 1848    |
| Шперлинг, Кард Готфрид        | 7 февраля 1853 — 8 июля 1864       | Обер-бургомистр        | 7 марта 1843 — 9 октября 1848    |
| Бигорк, Карл                  | неизвестны                         | Обер-бургомистр        | до 8 августа 1865                |
| Эрстхаузен, Эрнст фон         | 1827 — 18 августа 1894             | Обер-бургомистр        | 8 августа 1865 — 30 июня 1866    |
| Рейтценштайн, Фридрих Фон     | неизвестны                         | Обер-бургомистр        | до марта 1867                    |
| Кишке, Фридрих                | неизвестны                         | Обер-бургомистр        | 9 марта 1867 — 1 февраля 1872    |
| Шепански, Карл Иоанн Эдуард   | неизвестны                         | Обер-бургомистр        | 5 ноября 1872 — 1 октября 1874   |
| Браун, Отто Иоанн Леопольд    | неизвестны                         | Обер-бургомистр        | до апреля 1875                   |
| Зельке, Иоанн Карл Адольф     | 13 мая 1836 — 29 июня 1893         | Обер-бургомистр        | 6 апреля 1875 — 29 июня 1893     |
| Гоффманн, Герман Теодор       | 20 октября 1836 — 5 сентября 1902  | Обер-бургомистр        | 3 ноября 1893 — 30 июня 1902     |
| Кункель, Пауль                | неизвестны                         | Обер-бургомистр        | до февраля 1903                  |
| Кёрте, Зигфрид                | 1861 — 4 марта 1919                | Обер-бургомистр        | 3 февраля 1903 — 9 ноября 1918   |
| Бобровски, Альберт Франц      | 27 ноября 1876 — конец января 1945 | и. о. Обер-бургомистра | 10 ноября 1918 — январь 1919     |
| Эрдманн, М.                   | неизвестны                         | и. о. Обер-бургомистра | январь 1919 — 27 октября 1919    |
| Ломайер, Ганс                 | 23 июня 1881 — 28 февраля 1968     | Обер-бургомистр        | 4 августа 1919 — 1 октября 1933  |
| Билль, Гельмут                | 29 октября 1900 — 18 декабря 1982  | Обер-бургомистр        | 1 октября 1933 — 9 апреля 1945   |

## Руководители военного и временного гражданского управления (1945—1947)
| Фамилия, Имя Отчество         | Годы жизни                      | Должность                                                                          | Период руководства               |
| ----------------------------- | ------------------------------- | ---------------------------------------------------------------------------------- | -------------------------------- |
| Смирнов, Михаил Васильевич    | 1903 — октябрь 1994             | Комендант                                                                          | 7 апреля 1945 — 12(16) июня 1945 |
| Пронин, Михаил Андреевич      | 1 октября 1892 — 26 ноября 1978 | Комендант                                                                          | 13 июня 1945 — 9 июля 1945       |
| Гузий, Виктор Герасимович     | 1899 — 8 ноября 1969            | Начальник Временного гражданского управления                                       | 9 июля 1945 — 25 апреля 1946     |
| Колосов, Пётр Иванович        | 1906 — 11 марта 1966            | Начальник Управления по гражданским делам города Кенигсберга — Калининграда        | 22 мая 1946 — апрель 1947        |
| Долгушин, Владимир Михайлович | май 1905 — декабрь 1979         | и. о. начальника Управления по гражданским делам города Кенигсберга — Калининграда | Апрель 1947 — июль 1947          |

## Председатели исполкома городского совета Калининграда (1947—1991)
| Фамилия, Имя Отчество          | Годы жизни                      | Должность                                        | Период руководства                |
| ------------------------------ | ------------------------------- | ------------------------------------------------ | --------------------------------- |
| Мурашко, Петр Харитонович      | 1899—1985                       | Председатель Калининградского горисполкома       | 26 июля 1947 — 27 декабря 1949    |
| Серов, Николай Сергеевич       | 1924 — 27 июня 1964             | и. о. Председателя Калининградского горисполкома | 22 декабря 1949 — март 1950       |
| Веселов, Сергей Александрович  | 1904 — неизвестно               | Председатель Калининградского горисполкома       | 16 марта 1950 — 22 февраля 1951   |
| Павлов, Владимир Евграфович    | 21 июля 1910 — 18 сентября 1968 | Председатель Калининградского горисполкома       | 22 февраля 1951 — март 1955       |
| Некипелов, Александр Никитович | 1913 — неизвестно               | Председатель Калининградского горисполкома       | 11 марта 1955 — март 1957         |
| Коровкин, Николай Федорович    | 28 апреля 1906 — 2 июля 1985    | Председатель Калининградского горисполкома       | 19 марта 1957 — май 1963          |
| Лошкарёв, Николай Петрович     | 18 декабря 1912 — 10 июня 1995  | Председатель Калининградского горисполкома       | 9 марта 1963 — 2 марта 1966       |
| Романин, Дмитрий Васильевич    | 22 июня 1929 — 3 декабря 1996   | Председатель Калининградского горисполкома       | 22 марта 1966 — 17 августа 1972   |
| Денисов, Виктор Васильевич     | 13 июня 1927 — 20 мая 2004      | Председатель Калининградского горисполкома       | 17 августа 1972 — 14 октября 1984 |
| Фомичев, Борис Андреевич       | род. 4 ноября 1931              | Председатель Калининградского горисполкома       | 26 декабря 1984 — 14 октября 1988 |
| Хроменко, Николай Григорьевич  | род. 1935                       | Председатель Калининградского горисполкома       | 14 октября 1988 — 5 апреля 1991   |
| Исаев, Георгий Николаевич      | 9 февраля 1940 — 8 июня 2005    | Председатель Калининградского горисполкома       | апрель 1990 — 6 июня 1991         |

В 1991 году произошло разделение властей на законодательную и исполнительную. В соответствии с этим появились главы представительной власти и главы исполнительной власти (мэр города).

## Градоначальники Калининграда (с 1991 года)
С мая 2008 года помимо должности избираемого населением главы (мэра) городского округа была введена должность главы администрации (сити-менеджера) городского округа, на которую кандидат назначается сроком на два года решением Окружного совета депутатов.
В 2012 году должность главы администрации городского округа была упразднена. В ноябре 2016 года депутаты Калининградской областной думы приняли закон об отмене прямых выборов главы городского округа Калининграда.
В 2020 году вновь произошло разделение должностей на должности главы города и главы администрации города. Глава города избирается депутатами из числа входящих в городской совет депутатов на срок полномочий совета, а глава администрации назначается депутатами по результатам конкурса.
| Фамилия, Имя Отчество            | Годы жизни                  | Должность                                         | Период руководства               |
| -------------------------------- | --------------------------- | ------------------------------------------------- | -------------------------------- |
| Шипов, Виталий Валентинович      | род. 6 октября 1954         | Глава администрации                               | 24 декабря 1991 — 1996           |
| Кожемякин, Игорь Иванович        | 6 июля 1939 — 23 марта 1998 | Мэр                                               | октябрь 1996 — 23 марта 1998     |
| Савенко, Юрий Алексеевич         | 26 мая 1961 — 31 июля 2020  | Мэр                                               | 11 ноября 1998 — 7 ноября 2007   |
| Ярошук, Александр Георгиевич     | род. 15 ноября 1965         | Глава городского округа «Город Калининград»       | 2 декабря 2007 — 21 марта 2018   |
| Дмитриева, Наталья Александровна |                             | И. о. главы городского округа «Город Калининград» | 21 марта 2018 — 18 апреля 2018   |
| Силанов, Алексей Николаевич      | род. 15 апреля 1961         | Глава городского округа «Город Калининград»       | 18 апреля 2018 — 23 октября 2020 |
| Кропоткин, Андрей Михайлович     | род. 5 января 1969          | Глава городского округа «Город Калининград»       | 23 октября 2020 — 8 октября 2021 |
| Любивый, Евгений Дмитриевич      | род. 3 апреля 1974          | Глава городского округа «Город Калининград»       | 8 октября 2021 — 22 марта 2023   |
| Саломохин, Юрий Васильевич       | род. 6 мая 1959             | И. о. главы городского округа «Город Калининград» | 22 марта 2023 — 10 мая 2023      |
| Аминов, Олег Алексеевич          | род. 14 августа 1965        | Глава городского округа «Город Калининград»       | с 10 мая 2023                    |

### Главы администрации городского округа (2007—2012 и с 2020)
| Фамилия, Имя Отчество       | Годы жизни           | Период руководства            |
| --------------------------- | -------------------- | ----------------------------- |
| Лапин, Феликс Феликсович    | род. 31 октября 1958 | 21 мая 2008 — 15 июня 2011    |
| Мухомор, Светлана Борисовна | род. 12 июля 1967    | 15 июня 2011 — 6 августа 2012 |
| Дятлова, Елена Ивановна     | род. 6 октября 1973  | с 25 ноября 2020              |